# The Paper
The Paper (giản thể: 澎湃新闻; phồn thể: 澎湃新聞; bính âm: Péngpài Xīnwén) là một tờ báo kỹ thuật số của Trung Quốc do Tập đoàn Truyền thông Thống nhất Thượng Hải sở hữu và điều hành.

## Lịch sử
The Paper ra mắt vào tháng 7 năm 2014 với tư cách là một nhánh của ấn phẩm Oriental Morning Post của Shanghai United Media Group. Tờ báo nhận được một số tiền lớn ban đầu, được suy đoán là từ 16 triệu đến 64 triệu đô la Mỹ. Trong số này, 100 triệu nhân dân tệ (tương đương 14.500.000 USD) được cung cấp bởi chính phủ thông qua Cơ quan Quản lý Không gian mạng Trung Quốc. The Paper được thành lập như một nỗ lực nhằm thu hút độc giả của người dùng internet di động khi doanh thu từ các tờ báo vật lý chính thống trên khắp Trung Quốc đã giảm mạnh vào đầu những năm 2010.
Vào tháng 5 năm 2016, The Paper ra mắt Sixth Tone, một ấn phẩm chị em bằng tiếng Anh.

## Báo cáo
Ban đầu The Paper được giao nhiều thời gian hơn trong báo cáo so với các tổ chức tương đương khác ở Trung Quốc, nơi chính phủ kiểm duyệt và kiểm soát phương tiện truyền thông rất nhiều. Khi cho phép quyền tự chủ tương đối, chính phủ đặt mục tiêu thúc đẩy một tổ chức truyền thông phổ biến với những người dùng trực tuyến trẻ tuổi vẫn sẽ đi theo đường lối chính trị của Đảng Cộng sản Trung Quốc.
The Paper tập trung đặc biệt vào báo cáo điều tra. Vào ngày thành lập, tờ báo đã xuất bản một bài viết về hành vi sai trái trong tư pháp ở tỉnh An Huy, khiến Tòa án Nhân dân Cấp cao An Huy mở lại cuộc điều tra về vụ án. Kể từ đó, nó được biết đến với những câu chuyện tương tự về các vụ bê bối xã hội và tham nhũng, bao gồm cả loạt bài về Lệnh Kế Hoạch.